# Krigerkattene
Krigerkattene (engelsk titel Warriors) er en amerikansk ungdomslitteratur-serie, som omhandler eventyr og drama, der foregår i flere Klaner af vilde katte. Serien foregår primært ved den fiktive lokation White Hart Woods og senere ved Sanctuary Lake. Serien er i Amerika udgivet af HarperCollins og skrevet af forfatterne Kate Cary, Cherith Baldry, og Tui T. Sutherland under det kollektive aliaset Erin Hunter, med en handling som er forfattet af redaktøren Victoria Holmes.

## Hovedserie

### 1. serie - The Prophecies Begin
Den oprindelige serie, som i første omgang bare hed Warriors på engelsk, men senere blev omdøbt til Warriors: The Prophecies Begin (Dansk: Profetierne Begynder), blev udgivet mellem 2003 og 2004 og består af seks bøger: Ud i vildnisset, Ild og is, Hemmelighedernes skov, Uvejret kommer, En farlig sti og Den mørkeste time. Serien omhandler huskatten Rødes erfaringer, efter han vover sig ud i skoven og bliver inviteret til at blive en del af Tordenklanen, én af de fire grupper af vilde katte som bor i skoven. Gennem serien stiger han i graderne, mens at han forsøger at afsløre og stoppe klanlederens forræderiske stedfortræder Tigerklo, som til at starte med forsøger at overtage lederskabet i Tordenklanen og senere hen alle klanerne.
| Original titel (udgivelsesdato)      | Dansk titel (Sohn- / Carlsen-udgivelsesdato )           |
| ------------------------------------ | ------------------------------------------------------- |
| Into the Wild (21. januar 2003)      | Ud i vildnisset (15. september 2011 / 1. december 2016) |
| Fire and Ice (27. maj 2003)          | Ild og is (2011 / 1. december 2016)                     |
| Forest of Secrets (14. oktober 2003) | Hemmelighedernes skov (11. april 2012 / 1. juni 2017)   |
| Rising Storm (6. januar 2004)        | Uvejret kommer (11. maj 2012 / 1. juni 2017))           |
| A Dangerous Path (1. juni 2004)      | En farlig sti (28. august 2012 / ikke udgivet)          |
| The Darkest Hour (5. oktober 2004)   | Den mørkeste time (25. oktober 2012 / ikke udgivet)     |

### 2. serie - The New Prophecy
| Originaltitel (udgivelsesdato) | Dansk titel (udgivelsesdato) |
| ------------------------------ | ---------------------------- |
| Midnight (10. maj 2005)        | Ikke udgivet (-)             |
| Moonrise (2. august 2005)      | Ikke udgivet (-)             |
| Dawn (27. december 2005)       | Ikke udgivet (-)             |
| Starlight (4. april 2006)      | Ikke udgivet (-)             |
| Twilight (22. august 2006)     | Ikke udgivet (-)             |
| Sunset (26. september 2006)    | Ikke udgivet (-)             |

### 3. serie - Power of Three
| Originaltitel (udgivelsesdato)   | Dansk titel (udgivelsesdato) |
| -------------------------------- | ---------------------------- |
| The Sight (24. april 2007)       | Ikke udgivet (-)             |
| Dark River (26. december 2007)   | Ikke udgivet (-)             |
| Outcast (22. april 2008)         | Ikke udgivet (-)             |
| Eclipse (2. september 2008)      | Ikke udgivet (-)             |
| Long Shadows (25. november 2008) | Ikke udgivet (-)             |
| Sunrise (21. april 2009)         | Ikke udgivet (-)             |

### 4. serie - Omen of the Stars
| Originaltitel (udgivelsesdato)             | Dansk titel (udgivelsesdato) |
| ------------------------------------------ | ---------------------------- |
| The Fourth Apprentice (24 . november 2009) | Ikke udgivet (-)             |
| Fading Echoes (23. marts 2010)             | Ikke udgivet (-)             |
| Night Whispers (23. november 2010)         | Ikke udgivet (-)             |
| Sign of the Moon (5. april 2011)           | Ikke udgivet (-)             |
| The Forgotten Warrior (22. november 2011)  | Ikke udgivet (-)             |
| The Last Hope (3. april 2012)              | Ikke udgivet (-)             |

### 5. serie - Dawn of the Clans
| Originaltitel (udgivelsesdato)      | Dansk titel (udgivelsesdato) |
| ----------------------------------- | ---------------------------- |
| The Sun Trail (5. marts 2013)       | Ikke udgivet (-)             |
| Thunder Rising (5. november 2013)   | Ikke udgivet (-)             |
| The First Battle (8. april 2014)    | Ikke udgivet (-)             |
| The Blazing Star (4. november 2014) | Ikke udgivet (-)             |
| A Forest Divided (7. april 2015)    | Ikke udgivet (-)             |
| Path of Stars (1. september 2015)   | Ikke udgivet (-)             |

### 6. serie - A Vision of Shadows
| Originaltitel (udgivelsesdato)          | Dansk titel (udgivelsesdato) |
| --------------------------------------- | ---------------------------- |
| The Apprentice's Quest (15. marts 2016) | Ikke udgivet (-)             |
| Thunder and Shadow (6. september 2016)  | Ikke udgivet (-)             |
| Shattered Sky (11. april 2017)          | Ikke udgivet (-)             |
| Darkest Night (7. november 2017)        | Ikke udgivet (-)             |
| River of Fire (10. april 2018)          | Ikke udgivet (-)             |
| The Raging Storm (6. november 2018)     | Ikke udgivet (-)             |

### 7. serie - The Broken Code
| Originaltitel (udgivelsesdato)         | Dansk titel (udgivelsesdato) |
| -------------------------------------- | ---------------------------- |
| Lost Stars (9. april 2019)             | Ikke udgivet (-)             |
| The Silent Thaw (29. oktober 2019)     | Ikke udgivet (-)             |
| Veil of Shadows (7. april 2020)        | Ikke udgivet (-)             |
| Darkness Within (10. november 2020)    | Ikke udgivet (-)             |
| The Place of No Stars (6. april 2021)  | Ikke udgivet (-)             |
| A Light in the Mist (9. november 2021) | Ikke udgivet (-)             |

## Uafhængige bøger

### Super Editions
| Originaltitel (udgivelsesdato)            | Dansk titel (udgivelsesdato) |
| ----------------------------------------- | ---------------------------- |
| Firestar's Quest (21. august 2007)        | Ikke udgivet (-)             |
| Bluestar's Prophecy (28. juli 2009)       | Ikke udgivet (-)             |
| SkyClan's Destiny (3. august 2010)        | Ikke udgivet (-)             |
| Crookedstar's Promise (5. juli 2011)      | Ikke udgivet (-)             |
| Yellowfang's Secret (9. oktober 2012)     | Ikke udgivet (-)             |
| Tallstar's Revenge (2. juli 2013)         | Ikke udgivet (-)             |
| Bramblestar's Storm (26. august 2014)     | Ikke udgivet (-)             |
| Moth Flight's Vision (3. november 2015)   | Ikke udgivet (-)             |
| Hawkwing's Journey (1. november 2016)     | Ikke udgivet (-)             |
| Tigerheart's Shadow (5. september 2017)   | Ikke udgivet (-)             |
| Crowfeather's Trial (4. september 2018)   | Ikke udgivet (-)             |
| Squirrelflight's hope (3. september 2019) | Ikke udgivet (-)             |
| Graystripe's Vow (1. september 2020)      | Ikke udgivet (-)             |
| Untitled Leopardstar Super Edition (2021) | Ikke udgivet (-)             |

### Field Guides
| Originaltitel (udgivelsesdato)        | Dansk titel (udgivelsesdato) |
| ------------------------------------- | ---------------------------- |
| Secrets of the Clans (29. maj 2007)   | Ikke udgivet (-)             |
| Cats of the Clans (24. juni 2008)     | Ikke udgivet (-)             |
| Code of the Clans (9. juni 2009)      | Ikke udgivet (-)             |
| Battles of the Clans (1. juni 2010)   | Ikke udgivet (-)             |
| Enter the Clans (26. juni 2012)       | Ikke udgivet (-)             |
| The Warriors Guide (8. august 2012)   | Ikke udgivet (-)             |
| The Ultimate Guide (5. november 2013) | Ikke udgivet (-)             |

### Mangaer
| Originaltitel (udgivelsesdato)                                  | Dansk titel (udgivelsesdato) |
| --------------------------------------------------------------- | ---------------------------- |
| Graystripe's Adventure: The Lost Warrior (24. april 2007)       | Ikke udgivet (-)             |
| Graystripe's Adventure: Warrior's Refuge (26. december 2007)    | Ikke udgivet (-)             |
| Graystripe's Adventure: Warrior's Return (22. april 2008)       | Ikke udgivet (-)             |
| The Rise of Scourge (24. juni 2008)                             | Ikke udgivet (-)             |
| Tigerstar and Sasha: Into the Woods (2. september 2008)         | Ikke udgivet (-)             |
| Tigerstar and Sasha: Escape from the Forest (23. december 2008) | Ikke udgivet (-)             |
| Tigerstar and Sasha: Return to the Clans (9. juni 2009)         | Ikke udgivet (-)             |
| Ravenpaw's Path: Shattered Peace (24. november 2009)            | Ikke udgivet (-)             |
| Ravenpaw's Path: A Clan in Need (23. marts 2010)                | Ikke udgivet (-)             |
| Ravenpaw's Path: The Heart of a Warrior (3. august 2010)        | Ikke udgivet (-)             |
| SkyClan and the Stranger: The Rescue (5. juli 2011)             | Ikke udgivet (-)             |
| SkyClan and the Stranger: Beyond the Code (22. november 2011)   | Ikke udgivet (-)             |
| SkyClan and the Stranger: After the Flood (3. april 2012)       | Ikke udgivet (-)             |

### Grafiske romaner
| Originaltitel (udgivelsesdato)       | Dansk titel (udgivelsesdato) |
| ------------------------------------ | ---------------------------- |
| A Shadow in RiverClan (2. juni 2020) | Ikke udgivet (-)             |

### Noveller
| Originaltitel (udgivelsesdato)           | Dansk titel (udgivelsesdato) |
| ---------------------------------------- | ---------------------------- |
| Hollyleaf's Story (13. marts 2012)       | Ikke udgivet (-)             |
| Mistystar's Omen (11. september 2012)    | Ikke udgivet (-)             |
| Cloudstar's Journey (29. januar 2013)    | Ikke udgivet (-)             |
| Tigerclaw's Fury (28. januar 2014)       | Ikke udgivet (-)             |
| Leafpool's Wish (22. april 2014)         | Ikke udgivet (-)             |
| Dovewing's Silence (4. november 2014)    | Ikke udgivet (-)             |
| Mapleshade's Vengeance (24. marts 2015)  | Ikke udgivet (-)             |
| Goosefeather's Curse (1. september 2015) | Ikke udgivet (-)             |
| Ravenpaw's Farewell (26. januar 2016)    | Ikke udgivet (-)             |
| Spottedleaf's Heart (11. april 2017)     | Ikke udgivet (-)             |
| Pinestar's Choice (11. april 2017)       | Ikke udgivet (-)             |
| Thunderstar's Echo (11. april 2017)      | Ikke udgivet (-)             |
| Redtail's Debt (9. april 2019)           | Ikke udgivet (-)             |
| Tawnypelt's Clan (9. april 2019)         | Ikke udgivet (-)             |
| Shadowstar's Life (9. april 2019)        | Ikke udgivet (-)             |
| Pebbleshine's Kits (7. april 2020)       | Ikke udgivet (-)             |
| Tree's Roots (7. april 2020)             | Ikke udgivet (-)             |
| Mothwing's Secret (7. april 2020)        | Ikke udgivet (-)             |
| Daisy's Kin (6. april 2021)              | Ikke udgivet (-)             |
| Blackfoot's Reckoning (6. april 2021)    | Ikke udgivet (-)             |
| Spotfur's Rebellion (6. april 2021)      | Ikke udgivet (-)             |

### Short Stories
| Originaltitel (udgivelsesdato)                                 | Dansk titel (udgivelsesdato) |
| -------------------------------------------------------------- | ---------------------------- |
| Tigerstar: Heart of Evil or Misplaced Ambition? (7. juli 2009) | Ikke udgivet (-)             |
| Why is Jaypaw Blind? (07. juli 2009)                           | Ikke udgivet (-)             |
| Beyond the Code: Brightspirit's Mercy (08. juli 2009)          | Ikke udgivet (-)             |
| The Clans Decide (08. juli 2009)                               | Ikke udgivet (-)             |
| Spottedleaf's Honest Answer (08. juli 2009)                    | Ikke udgivet (-)             |
| After Sunset: We Need to Talk (08. juli 2009)                  | Ikke udgivet (-)             |
| After Sunset: The Right Choice? (30. juni 2011)                | Ikke udgivet (-)             |
| The Elders' Concern (30. juni 2011)                            | Ikke udgivet (-)             |
| The Death of Bright Stream (30. juni 2011)                     | Ikke udgivet (-)             |